# Frank P. Keller
Pour les articles homonymes, voir Keller.
Frank P. Keller (ACE) est un monteur américain né le 4 février 1913 en Pennsylvanie et mort le 25 décembre 1977 à Hollywood (Californie).

## Biographie
Frank P. Keller travaille au cours des années 1950 avec Frank Capra sur The Bell Laboratory Science Series (en). Il est surtout connu pour sa collaboration avec Peter Yates et notamment pour le montage de Bullitt qui lui a valu un Oscar.

## Filmographie (sélection)

### Cinéma
- 1959 : Millionnaire de cinq sous (The Five Pennies) de Melville Shavelson
- 1961 : Milliardaire pour un jour (Pocketful of Miracles) de Frank Capra
- 1963 : T'es plus dans la course, papa ! (Come Blow Your Horn) de Bud Yorkin
- 1966 : Cyborg 2087 de Franklin Adreon
- 1967 : Le sable était rouge (Beach Red) de Cornel Wilde
- 1968 : Bullitt de Peter Yates
- 1969 : John et Mary (John and Mary) de Peter Yates
- 1971 : La Guerre de Murphy (Murphy's War) de Peter Yates
- 1972 : Les Quatre Malfrats (The Hot Rock) de Peter Yates
- 1973 : Jonathan Livingston le goéland (Jonathan Livingston Seagull) d'Hall Bartlett
- 1974 : Ma femme est dingue (For Pete's Sake) de Peter Yates
- 1976 : Ambulances tous risques (Mother, Jugs & Speed) de Peter Yates
- 1977 : Légitime Violence (Rolling Thunder) de John Flynn

### Télévision
- 1961 : Chapeau melon et bottes de cuir
- 1964 : The Bing Crosby Show (2 épisodes)
- 1966 : Star Trek (2 épisodes)

## Distinctions

### Récompenses
- Oscars 1969 : Oscar du meilleur montage pour Bullitt

### Nominations
- Oscar du meilleur montage
  - en 1968 pour Le sable était rouge
  - en 1973 pour Les Quatre Malfrats
  - en 1974 pour Jonathan Livingston le goéland
- British Academy Film Award du meilleur montage
  - en 1970 pour Bullitt